# Hippasa loundesi
Hippasa loundesi är en spindelart som beskrevs av Gravely 1924. Hippasa loundesi ingår i släktet Hippasa och familjen vargspindlar. Inga underarter finns listade i Catalogue of Life.